# Inherent Vice
Pour plus de détails, voir Fiche technique et Distribution.
Inherent Vice, ou Vice caché au Québec, est un film américain coproduit, écrit et réalisé par Paul Thomas Anderson et sorti en 2014. Il est adapté du roman Vice caché de l'écrivain américain Thomas Pynchon paru en 2009.

## Synopsis
En 1970 à Los Angeles, le détective privé Larry « Doc » Sportello enquête sur la mystérieuse disparition du milliardaire Mickey Wolfmann et se retrouve plongé dans une sombre affaire criminelle.

## Fiche technique
Sauf indication contraire, les informations mentionnées dans cette section peuvent être confirmées par la base de données cinématographiques IMDb,  présente dans la section « Liens externes ».
- Titre : Inherent Vice
- Titre québécois : Vice caché[1]
- Réalisation : Paul Thomas Anderson
- Scénario : Paul Thomas Anderson, d'après Vice caché (Inherent Vice) de Thomas Pynchon
- Décors : David Crank
- Direction artistique : Ruth De Jong
- Costumes : Mark Bridges
- Montage : Leslie Jones
- Musique : Jonny Greenwood
- Photographie : Robert Elswit
- Production : Paul Thomas Anderson, Daniel Lupi et JoAnne Sellar
- Sociétés de production : Ghoulardi Film Company et Warner Bros.
- Sociétés de distribution : Warner Bros. (États-Unis), Warner Bros. France (France)
- Pays de production : États-Unis
- Budget : 20 millions de dollars[2],[3]
- Langue originale : anglais
- Sous-titres français : Géraldine le Pelletier
- Durée : 148 minutes
- Format : couleur - 1.85:1 - 35 mm - Son : Dolby Digital - Datasat - SDDS
- Genre : historique et néo-noir
- Dates de sortie[4] :
  - États-Unis : 4 octobre 2014 (Festival du film de New York 2014) ; 9 janvier 2015 (sortie nationale)
  - Belgique : 25 février 2015
  - France : 4 mars 2015

## Distribution
- Joaquin Phoenix (VF : Boris Rehlinger ; VQ : Daniel Picard) : Larry « Doc » Sportello
- Josh Brolin (VF : Philippe Vincent ; VQ : Gilbert Lachance) : lieutenant Christian « Bigfoot » Bjornsen
- Owen Wilson (VF : Lionel Tua ; VQ : Antoine Durand) : Coy Harlingen
- Katherine Waterston (VQ : Magalie Lépine-Blondeau) : Shasta Fay Hepworth
- Reese Witherspoon (VF : Marie-Eugénie Maréchal ; VQ : Aline Pinsonneault) : Penny Kimball
- Benicio del Toro (VF : Thierry Hancisse ; VQ : Benoit Rousseau) : Sauncho Smilax, Esq.
- Jena Malone (VF : Émilie Rault ; VQ : Kim Jalabert) : Hope Harlingen
- Joanna Newsom[5] (VQ : Catherine Brunet) : Sortilège
- Jeannie Berlin (VF : Frédérique Cantrel) : la tante Reet
- Maya Rudolph (VF : Barbara Delsol) : Petunia Leeway
- Michael K. Williams (VF : Frantz Confiac) : Tariq Khalil
- Belladonna (VF : Armelle Gallaud ; VQ : Anne-Marie Levasseur) : Clancy Charlock
- Martin Short (VQ : Jacques Lavallée) : Dr Rudy Blatnoyd
- Sasha Pieterse : Japonica Fenway
- Jillian Bell : Chlorinda
- Martin Donovan (VQ : Pierre Auger) : Crocker Fenway, le père de Japonica
- Eric Roberts : Michael « Mickey » Wolfmann
- Serena Scott Thomas : Sloane Wolfmann, l'épouse de Mickey Wolfmann
- Shannon Collis (es) : Bambi
- Jefferson Mays (en) (VF : Philippe Siboulet ; VQ : Benoît Brière) : Dr Threeply
- Keith Jardine : Puck Beaverton
- Peter McRobbie : Adrian Prussia
- Sam Jaeger : agent Flatweed
- Timothy Simons : agent Borderline
- Jordan Christian Hearn : Denis
- Hong Chau (VQ : Annie Girard) : Jade
- Martin Dew : Dr Buddy Tubeside
- Christopher Allen Nelson : Glenn Charlock
- Yvette Yates (VF : Zina Khakhoulia) : Luz
- Erica Sullivan (VF : Sandrine Cohen) : Dr Lily Hammer
- Andrew Simpson : Riggs Warbling

 Source et légende : version française (VF) sur RS Doublage et Doublage Québec

## Production

### Genèse et développement
Le scénario est l'adaptation cinématographique du roman Vice caché de Thomas Pynchon, publié en 2009. Paul Thomas Anderson adapte lui-même le livre et décide d'ajouter le personnage de la narratrice, Sortilège, pour expliquer l'intrigue complexe du roman. Il explique que sa voix permet « de mieux suivre l'intrigue, et de glisser ici et là quelques mots d’esprit et clins d’œil pynchoniens grâce à ce dispositif sans trop tricher ».
Visuellement, Paul Thomas Anderson explique s'être inspiré de la série de bandes dessinées créée en 1968 par Gilbert Shelton, Les Fabuleux Freak Brothers, dans laquelle trois frères sont en quête de marijuana.

### Attribution des rôles

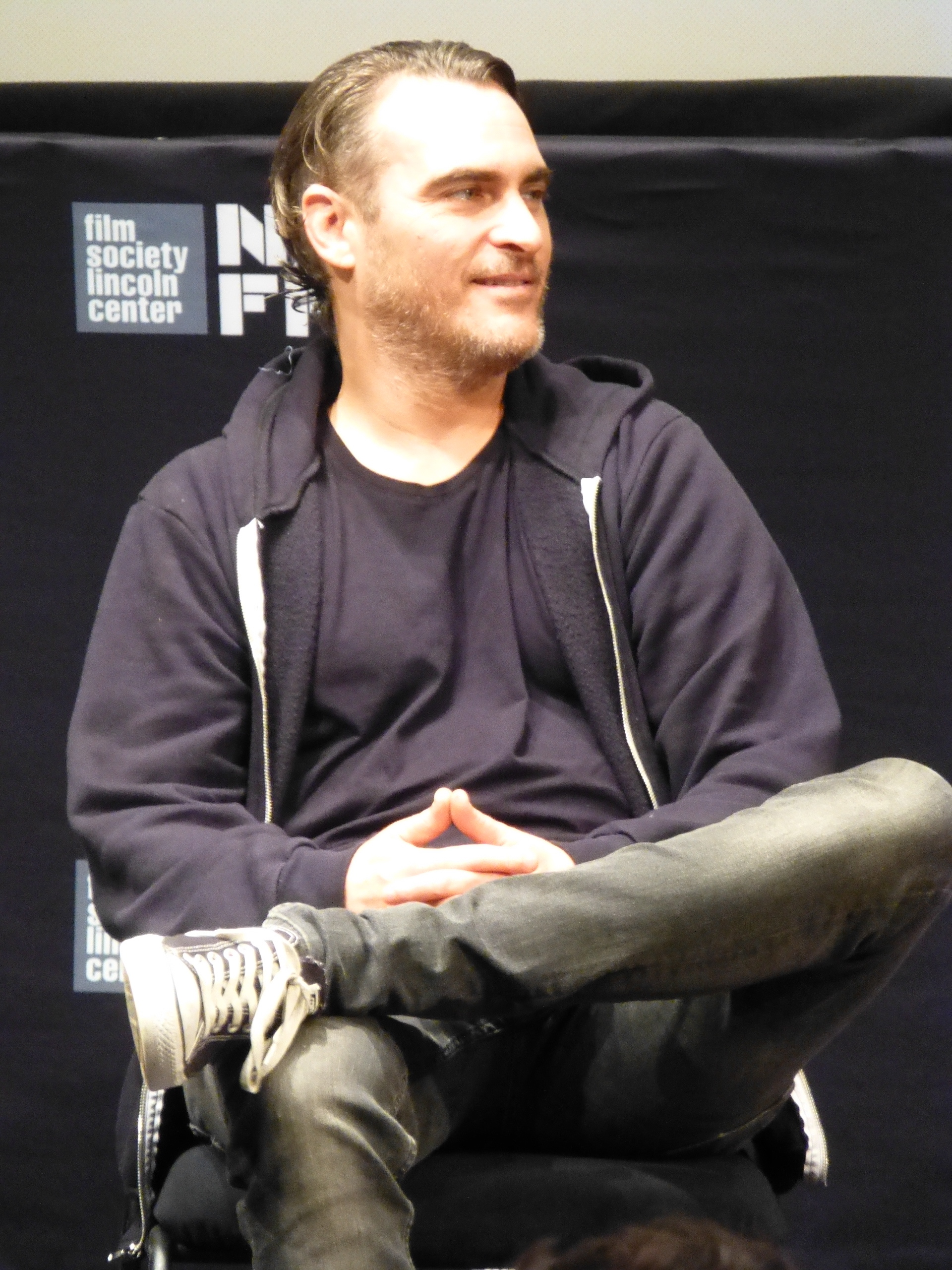
La tête d'affiche Joaquin Phoenix, pour la promotion du film au New York Film Festival 2014.

Robert Downey Jr. était initialement attaché au rôle de Doc Sportello, avant que Paul Thomas Anderson lui préfère Joaquin Phoenix, pensant que le premier était trop âgé pour le rôle. Ce film marque la seconde collaboration entre Paul Thomas Anderson et Joaquin Phoenix après The Master (2012).
Charlize Theron devait à l'origine tenir le rôle de Shasta, qui reviendra finalement à Katherine Waterston.
L'actrice Maya Rudolph, compagne du réalisateur Paul Thomas Anderson, tourne pour la première fois avec lui.

### Tournage
Le tournage a eu lieu en Californie, notamment à San Bernardino, Los Angeles, Pomona, Manhattan Beach, Beverly Hills ou encore Pasadena.
Comme l'explique le chef décorateur David Crank, Paul Thomas Anderson voulait un maximum de décors naturels : « Il aime tourner dans un cadre vivant. Nous avons visité certains endroits plusieurs fois, et avec Paul, les choses se passent de manière très intuitive : quand il découvre un nouveau lieu, il réagit immédiatement et nous dit s'il trouve qu'il s'intègre, ou pas, à l'atmosphère du film tel qu'il l'envisage ». Cependant, quelques intérieurs ont été tournés en studio, comme l'intérieur de la maison de plage de Doc et son bureau. Le bâtiment du Los Angeles Police Department a lui été reconstitué dans un centre d'accueil pour sans-abri.

### Musique
Bandes originales par Jonny Greenwood
The Master
(2012)
La musique du film est composée par Jonny Greenwood du groupe Radiohead. Il avait déjà travaillé avec le réalisateur sur There Will Be Blood (2008) et The Master (2012). La musique a été enregistrée avec l'Orchestre philharmonique royal à Londres.
Liste des titres
1. Shasta (Jonny Greenwood) - 2:38
2. Vitamin C (interprété par Can) - 3:31
3. Meeting Crocker Fenway (Jonny Greenwood) - 1:26
4. Here Comes the Ho-Dads (interprété par The Marketts) - 2:10
5. Spooks (Jonny Greenwood) - 2:35
6. Shasta Fay (Jonny Greenwood) - 7:01
7. Les Fleurs (interprété par Minnie Riperton) - 3:16
8. The Chryskylodon Institute (Jonny Greenwood) - 3:05
9. Sukiyaki (interprété par Kyu Sakamoto) - 3:07
10. Adrian Prussia (Jonny Greenwood) - 2:51
11. Journey Through the Past (interprété par Neil Young) - 2:22
12. Simba (interprété par Les Baxter) - 2:42
13. Under the Paving-Stones, the Beach! (Jonny Greenwood) - 1:56
14. The Golden Fang (Jonny Greenwood) - 4:50
15. Amethyst (Jonny Greenwood) - 2:05
16. Shasta Fay Hepworth (Jonny Greenwood) - 5:45
17. Any Day Now (interprété par Chuck Jackson) - 3:23

## Sortie

### Box-office
| Pays ou région    | Box-office      | Date d'arrêt du box-office | Nombre de semaines |
| ----------------- | --------------- | -------------------------- | ------------------ |
| États-Unis Canada | 8 110 975 $     | 26 février 2015            | 11                 |
| France            | 135 593 entrées | -                          | -                  |
| Mondial           | 11 110 975 $    | -                          | -                  |

## Distinctions
Source : Internet Movie Database : 

### Récompenses
- Boston Society of Film Critics Awards 2014 : meilleure utilisation de musique dans un film
- Los Angeles Film Critics Association Awards 2014 : meilleure musique de film pour Jonny Greenwood (ex æquo avec Mica Levi pour Under the Skin)
- National Board of Review Awards 2014 :
  - Top 2014 des meilleurs films
  - Meilleur scénario adapté pour Paul Thomas Anderson
- Toronto Film Critics Association Awards 2014 :
- Film Independent's Spirit Awards 2015 : prix Robert-Altman attribué au réalisateur, au directeur du casting et à l'ensemble de la distribution
- National Society of Film Critics Awards 2015 :
  - Meilleur acteur pour Joaquin Phoenix (3e place ex æquo avec Ralph Fiennes pour The Grand Budapest Hotel)
  - Meilleur scénario pour Paul Thomas Anderson (2e place ex æquo avec Birdman)

### Nominations
- Toronto Film Critics Association Awards 2014 :
  - Meilleur film
  - Meilleur réalisateur pour Paul Thomas Anderson
  - Meilleur acteur dans un second rôle pour Josh Brolin
  - Meilleure actrice dans un second rôle pour Katherine Waterston
  - Meilleur scénario pour Paul Thomas Anderson
- Critics' Choice Movie Awards 2015 :
  - Meilleur acteur dans un second rôle pour Josh Brolin
  - Meilleur scénario adapté pour Paul Thomas Anderson
  - Meilleure direction artistique pour David Crank et Amy Wells
  - Meilleurs costumes pour Mark Bridges
- Oscars du cinéma 2015 :
  - Meilleur scénario adapté pour Paul Thomas Anderson
  - Meilleurs costumes pour Mark Bridges
- Satellite Awards 2015 :
  - Meilleur scénario adapté pour Paul Thomas Anderson
  - Meilleure photographie pour Robert Elswit